# كنيسة القديس أندرو (كييف)
كنيسة القديس أندرو (بالأوكرانية: Андріївська церква)‏ هي كنيسة أرثوذكسية في كييف، بُنيت بين عامي 1747 و1754 وفقًا لتصميم المهندس المعماري الإيطالي بارتولوميو راستريللي. إنه مثال نادر على الباروك الإليزابيثي في أوكرانيا. تقع الكنيسة على تل شديد الانحدار، حيث يُعتقد أندراوس قد تنبأ بالمستقبل العظيم للمكان باعتباره مهد المسيحية في الأراضي السلافية، وتطل الكنيسة على حي بوديل التاريخي. منذ عام 1968، أصبح المبنى متحفًا، وهو جزء من الحرم الوطني "صوفيا كييف" باعتباره معلمًا من معالم التراث الثقافي. في بداية القرن الحادي والعشرين واجه المبنى مشاكل خطيرة بسبب الأساس غير المستقر، وخضع لعملية تجديد كبيرة في نهاية عام 2010، بعد أن أهدي إلى بطريركية القسطنطينية المسكونية.

## العمارة والمحافظة عليها
بنيت الكنيسة على قاعدة بارتفاع 15 مترًا، والتي تواجه المنحدر من الجانب الشرقي ومن الغرب، وهي مكونة من طابقين. تتكون الكنيسة من قبة واحدة وخمسة أبراج صغيرة مزخرفة. من الواجهة الخارجية، تزين الكنيسة أعمدة كورنثية، مصحوبة بزخارف إضافية. زُينت نوافذ وأبواب الكنيسة بتفاصيل زخرفية.

نظرًا لأن الكنيسة تقع على قمة تل، فقد كانت مشكلات الأساس أحد الاهتمامات الرئيسية لدعاة الحفاظ على البيئة. في الآونة الأخيرة، بدأت الأساسات الموجودة أسفل الكنيسة في التآكل، مما تسبب في بعض المخاوف من احتمال انهيار أساسات الكنيسة. وقد ظهرت تصدعات بالفعل في أساسات الكنيسة، مما أدى إلى تشكيل لجنة خاصة من قبل وزير حالات الطوارئ نيستور شوفريتش.

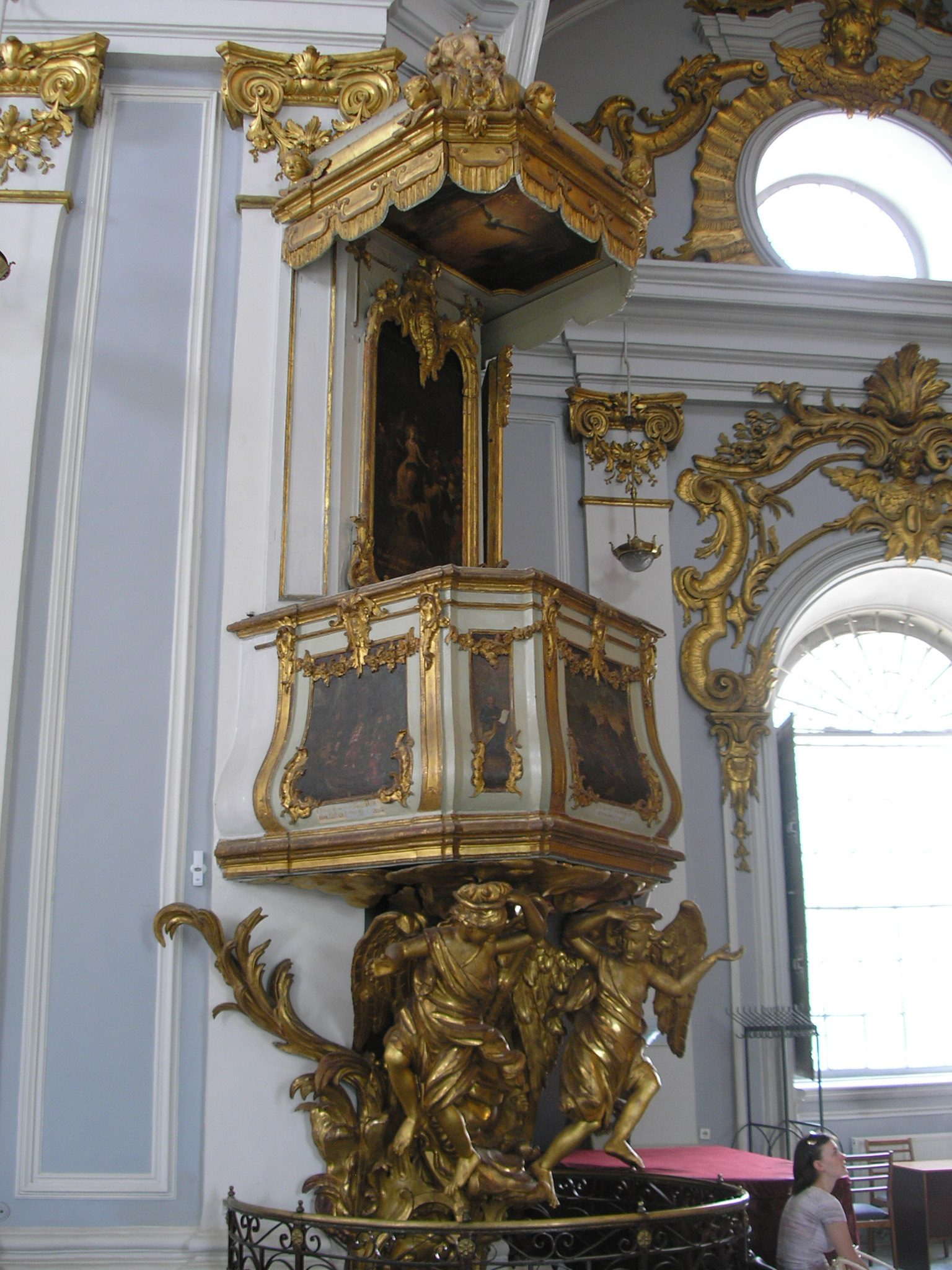
منبر الكنيسة، وهو بناء نادرًا ما نشهده في عمارة الكنيسة الأرثوذكسية الشرقية.

## روابط خارجية
- افتتاح كنيسة القديس أندرو في كييف بعد 11 عاماً من أعمال الترميم غير المسبوقة . 2021-02-11.
- كنيسة القديس أندرو، "كييف في جيبك"